# Ho vent'anni
Ho vent'anni (Мне двадцать лет) è un film del 1963 diretto da Marlen Chuciev.
Considerato una pietra miliare del cinema del disgelo, è il film più celebre del regista. Prima di essere distribuito nelle sale nel 1965 il film è stato rititolato (il titolo originale era Fortezza Il'ič) e accorciato di circa mezz'ora.

## Trama
Il giovane Sergej, un ex-soldato, torna a Mosca dopo due anni di servizio militare. Il film descrive le speranza e le azioni del protagonista, dei suoi amici e di altri moscoviti.

## Produzione

### Regia
Ho vent'anni è celebre per i suoi movimenti di macchina spettacolari, l'uso frequente della camera a mano e il ricorso ad ambientazioni reali invece dei canonici teatri di posa. Una parte del cast è composto da attori non professionisti, tra i quali un gruppo di studenti del Ghana, il poeta Evgenij Evtušenko e i registi Andrej Tarkovskij e Andrej Končalovskij. Alcune scene sono in stile documentario o improvvisate: vengono mostrate una parata di commemorazione, la demolizione di un edificio, una lettura collettiva di poesie. I dialoghi sono in presa diretta e si sovrappongono spesso.

## Distribuzione

### Divieti
Fortezza Il'ič è entrato in produzione nel 1959, dopo il XX congresso del PCUS (1956) in cui Nikita Chruščëv aveva criticato la politica di Stalin e l'estetica del realismo socialista. La destalinizzazione ha effetti anche in campo cinematografico, favorendo una libertà espressiva inedita negli anni precedenti. Allontanandosi dagli eroi canonici ed esemplari dei film degli anni quaranta e cinquanta, i registi del disgelo si concentrano sulla singolarità dei personaggi, sul rapporto spesso difficile tra vita privata e sfera pubblica, sulle emozioni e i sentimenti più che sulle azioni. Con Ho vent'anni Chuciev porta a compimento una poetica avviata già con il film d'esordio, Primavera in via Zarečnaja.
Nonostante il clima di apertura politica e artistica, il film ha avuto problemi con la censura ed è stato criticato dallo stesso Chruščëv, che ha richiesto il cambio del titolo e il taglio di alcune scene (tra le quali il celebre incontro tra il protagonista e il fantasma del padre morto in guerra). Il film esce nelle sale nel 1965, pochi mesi dopo la caduta di Chruščëv, con il nuovo titolo e una durata di 160 minuti. La versione integrale è stata restaurata nel 1989.
Anni dopo, Chuciev descriverà così il suo rapporto con Chruščëv:

## Riconoscimenti
- Mostra internazionale d'arte cinematografica di Venezia
  - 1965 – Premio speciale della Giuria[3]